# Vinmara Planitia
Vinmara Planitia est une plaine située sur Vénus dans le quadrangle des Pandrosos Dorsa. Elle a été nommée en référence à Vinmara, jeune fille cygne que le dieu de la mer Qat garda sur Terre en cachant ses ailes (Nouvelles-Hébrides).